# Коронація фараонів
Коронація в Давньому Єгипті — низка церемоній в Стародавньому Єгипті під час введення до влади нового фараона. Ці церемонії були надзвичайно важливими ритуалами в історії раннього та стародавнього Єгипту під час зміни влади між двома фараонами. Вступ на престол нового володаря відзначався кількома церемоніями, обрядами та фестивалями. Деякі церемонії коронації тривали до року.

## Історія

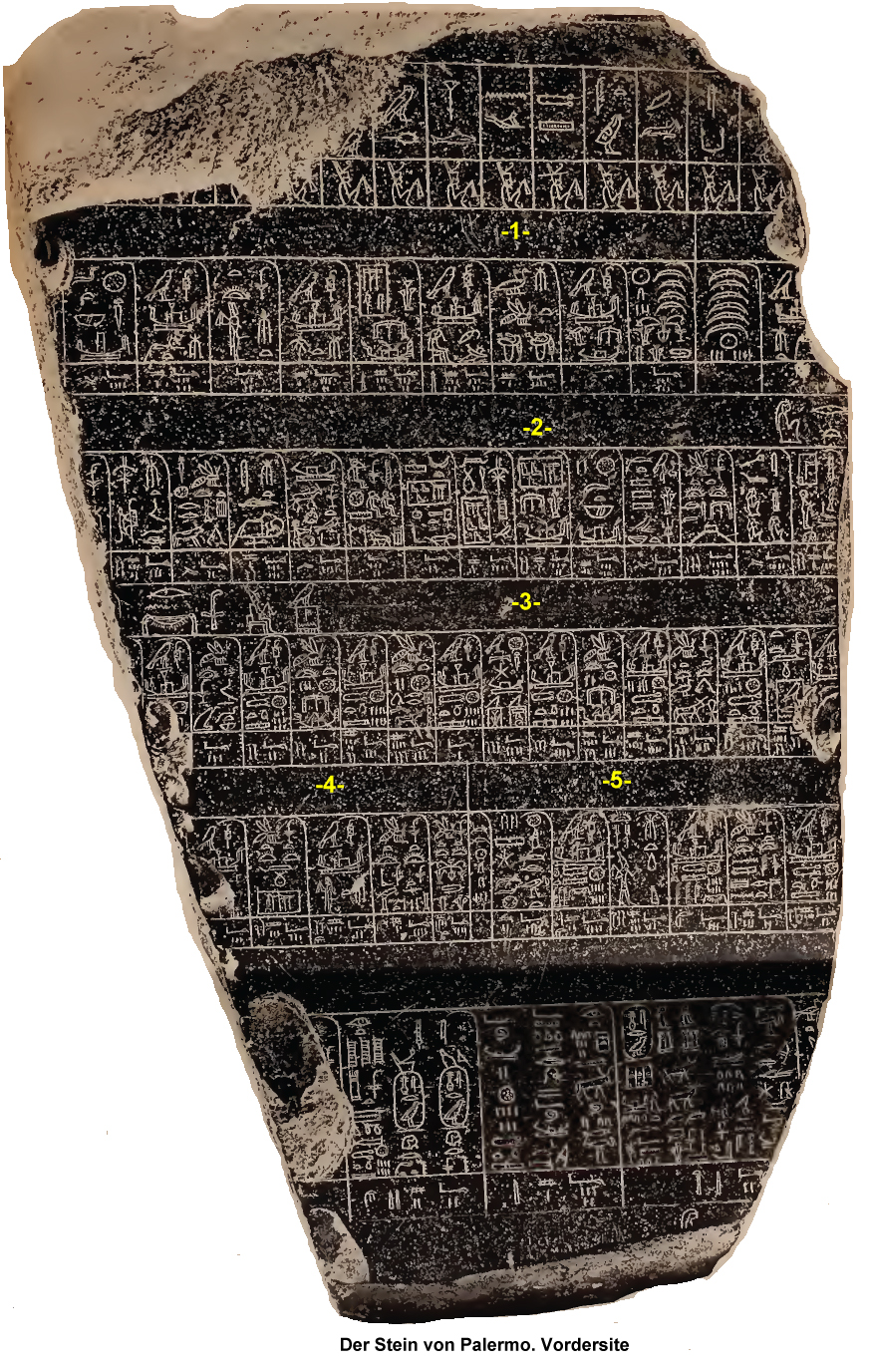
Палермський камінь

Церемонія коронації не була якоюсь однією подією, а тривалим процесом, що включав низку свят, обрядів та церемоній, що тривали до року. З цієї причини сьогодні єгиптологи називають рік, коли новий фараон отримав владу, як «рік коронації».
Найдавніші зображення спеціальних обрядів та церемоній щодо вступу на престол можна знайти на предметах часів правління додинастичного правителя Скорпіона II, бл. 3100 р. до Р. Х. В цей час зміна між правителями могла бути позначена війнами та вторгненнями із сусідніх єгипетських протодержав. Сусіди, дізнавшись, що правитель помер, могли направити свої армії, в розрахунку, що новий володар ще не зможе дати їм опір. Починаючи з короля Нармера (засновника 1-ї династії фараонів), війни між єгипетськими протодержавами припинились й виникає стала традиція проводити символічні церемонії та свята коронації.
Найважливішим джерелом інформації про посідання престолу та церемонії коронації є написи на камені в Палермо — чорній базальтовій плиті, де перелічені єгипетські королі від 1-ї династії до короля Неферірікара, третього фараона 5-ї династії. Камінь також фіксує різні події під час правління короля, такі як створення статуй, міських і доменних фондів, підрахунок худоби та релігійні свята, в тому числі й фестивалі Хеб-Сед. Камінь також вказує точну дату вступу кожного правителя на престол. Перший рік володаря на престолі, «рік коронації», не зараховувався до королівського підрахунку року, і на камені згадуються лише найважливіші церемонії, що відбулися протягом цьому році.

## Церемонії
Церемонія коронація нового правителя включала низку тривалих свят, обрядів та церемоній, які фараон мав пройти, перш ніж йому або їй дозволено було носити єгипетські корони.
Фараону дозволялось носити корону лише після проходження всіх ритуалів і церемоній. Починаючи з XI династії під час церемонії коронації фараон обирав собі 5 різних титулів (їх також називають тронними іменами). Ці імена обиралися відповідно до майбутніх планів фараона та тих діянь, які він хотів реалізувати за час свого правління.
- Першою церемонією було т.з. «Об'єднання Верхнього і Нижнього Єгипту», пов'язане з традиційним «ударом ворога» в додинастичні часи — ритуалом, коли вождь переможеного королівства був вбитий церемоніальною булавою королем-переможцем. Найвідоміше зображення цього ритуалу можна побачити на церемоніальній плиті короля Нармера. На звороті палети зображені міфологічні та символічні елементи: два серпопарди (леопарди з незвично витягнутими шиями) із переплетеними шиями символізували об'єднання Верхнього та Нижнього Єгипту. Ще одне символічне зображення об'єднавчого свята з'являється на престольному рельєфі часів правління Сенусрета I, другого фараона 12-ї династії. На ній показано, як боги Гор і Сет обмотують папірус і лотос навколо трахеї, що закінчується стовпом Джеда, що символізує тривале об'єднання двох земель під керівництвом Сенусрета I.

- Церемонія «обходу Білих Стін» відома з написів на камені в Палермо. Згідно з легендами, «Білі стіни» в єгипетському Inebu Hedj, нині Мемфіс, були зведені міфічним володарем Менесом як резиденція правителів Єгипту. Обхід стін Мемфіса, який відзначався ритуальною процесією навколо міста, проводився для підтвердження права короля на престол та його прав на резиденцію правителів, як на його нове місце владарювання.

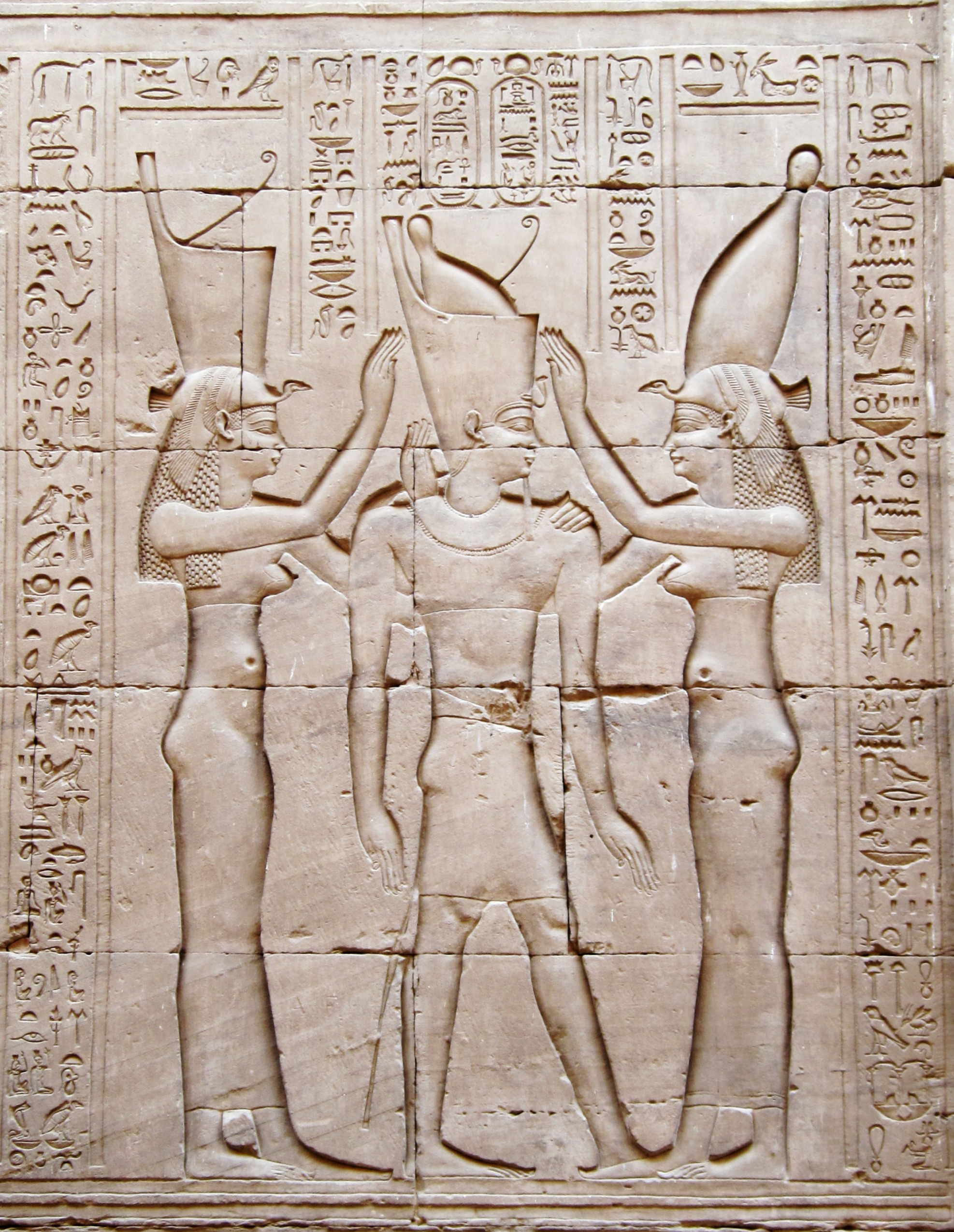
Церемонія коронації фараона Птолемея VIII. Храм Едфу

- Свято «поява короля» влаштували одразу після коронації, як підтвердження права короля на правління. Після закінчення року коронації свято відзначали кожен другий рік. Значно пізніше єгипетські джерела виявляють, що це свято складалося з трьох етапів: спочатку була «поява правителя Верхнього Єгипту» (khaj-nisut), потім «поява правителя Нижнього Єгипту» (khaj-bitj), і нарешті «поява правителя Верхнього та Нижнього Єгипту» (khaj-nisut-bitj). Найбільш рання згадка про це свято датується королем Джосером, першим фараоном 3-ї династії.

- Свято Сед було одним з найважливіших свят Давнього Єгипту, пов'язаного з перебуванням короля на престолі. Воно включало безліч складних ритуалів, які зараз до кінця не зрозумілі і які рідко зображуються. Перше святкування свята відбулося в рік коронації. Після цього наступне святкування відбулося в 30-й рік фараона на престолі, і, таким чином, свято Сед давні греки назвали Triakontaeteris, що означає «30-річний ювілей».

Після цього ювілею свято Сед зазвичай святкували кожний третій рік. Хоча це правило порушували різні фараони, зокрема Рамзес II, який за 64 роки на троні відсвяткував загалом 14 цих свят. До ранніх династичних правителів, для яких принаймні одне свято Седа археологічно засвідчено, належать Нармер, Ден, Каа, Нінечер і, можливо, Вадженес.
Рідкісні зображення обрядів, пов'язаних зі святом Сед, походять із рельєфів Старого Королівства, знайдених у галереях під пірамідою Джосера в Саккарі, а також в Дахшурі, що належить до часів правління Снофру (засновника 4-ї династії).
Деякі королі святкували свято Сед, попри археологічні дані, що підтверджують, що вони не правили 30 років. До таких королів належать Аджіб в 1-й династії та Ехнатон з 18-й династії.
- Свято Сокар — поряд зі святом Сед — один із найстаріших традиційних релігійних свят. Згадується на додинастичних артефактах і часто згадується на ярликах зі слонової кістки, що належать королям Скорпіону II, Нармеру, Ага і Джеру. Ранні форми цього свята включали створення церемоніального гребного човна з культовим зображенням бога Сокара. Потім король на цьому човні плив до священного озера або до Нілу. Іншим ритуалом було встановлення фараоном, за допомогою жерців, стовпа Джеда. У ранні часи свято відбувалось під час коронації, при цьому окремою церемонією відзначалась (фізична або символічна) смерть попередника.

Починаючи з 2-ї династії і далі, свято Сокар повторювалося кожного шостого року, п'яте святкування збігалося із святом Сед. Наскільки відомо, церемонія свята Сокара була пов'язана з коронацією нового володаря та заснуванням його майбутньої могили. Сокар був богом підземного світу і одним із святих охоронців королівських кладовищ.
- «Годування малого короля». Ця церемонія була запроваджена під час 6-ї династії за короля Пепі II, який вступив на престол у віці 6 років. «Годування малого короля» ніколи не виконувалося практично, а здійснювалось церемоніально через маленькі фігурки, що зображували короля як малюка, що сидить на колінах богині Ісіди, яка годує його грудьми. Це церемонія, можливо, була створена, щоб підкреслити божественну природу фараона. Пізніше, зображення короля, якого годувала грудьми Ісіда, перейшов в художній образ портретів Мадонни з дитиною. Існують також зображення фараона, як молодого чоловіка, якого годує святе дерево Імат.

## Успадкування престолу
В Єгипті право на престол, як правило, успадковувалося шляхом прямого народження: старший син був спадкоємцем свого батька. Іноді престол успадковувався від старшого брата до молодшого, наприклад, від Джедефра до Хафра. Були випадки, наприклад наприкінці правління Нінетьєра, коли він поділив Верхній та Нижній Єгипет між двох своїх синів, що одночасно панували над двома землями.
Також траплялись випадки, коли в результаті раптової смерті фараона, його престол займав племінник або інший родич. Трон також багато разів переходив від померлого фараона до його дружини. А пізніше міг перейти й до нового чоловіка цієї правительки.
Також відомо багато випадків, коли коронних принців, особливо в період Старого Єгипту, які вважались спадкоємцями за життя фараона, але так і не стали новими правителями, попри те, що пережили своїх правлячих батьків. Були випадки коли цю посаду займали верховні радники, жерці або інші високопосадові особи. В джерелах також згадується т.з. «Велика десятка», що складалась з найвищих урядовців держави.